# Jan Willem Six van Vromade
Jan Willem Six, heer van Vromade ('s-Graveland, huis Hilverbeek, 24 maart 1872 – Parijs, 1 maart 1936) was eigenaar van Huis Hilverbeek, een belangrijke particuliere Nederlandse bibliotheek en naamgever van het Bosje van Six.

## Biografie

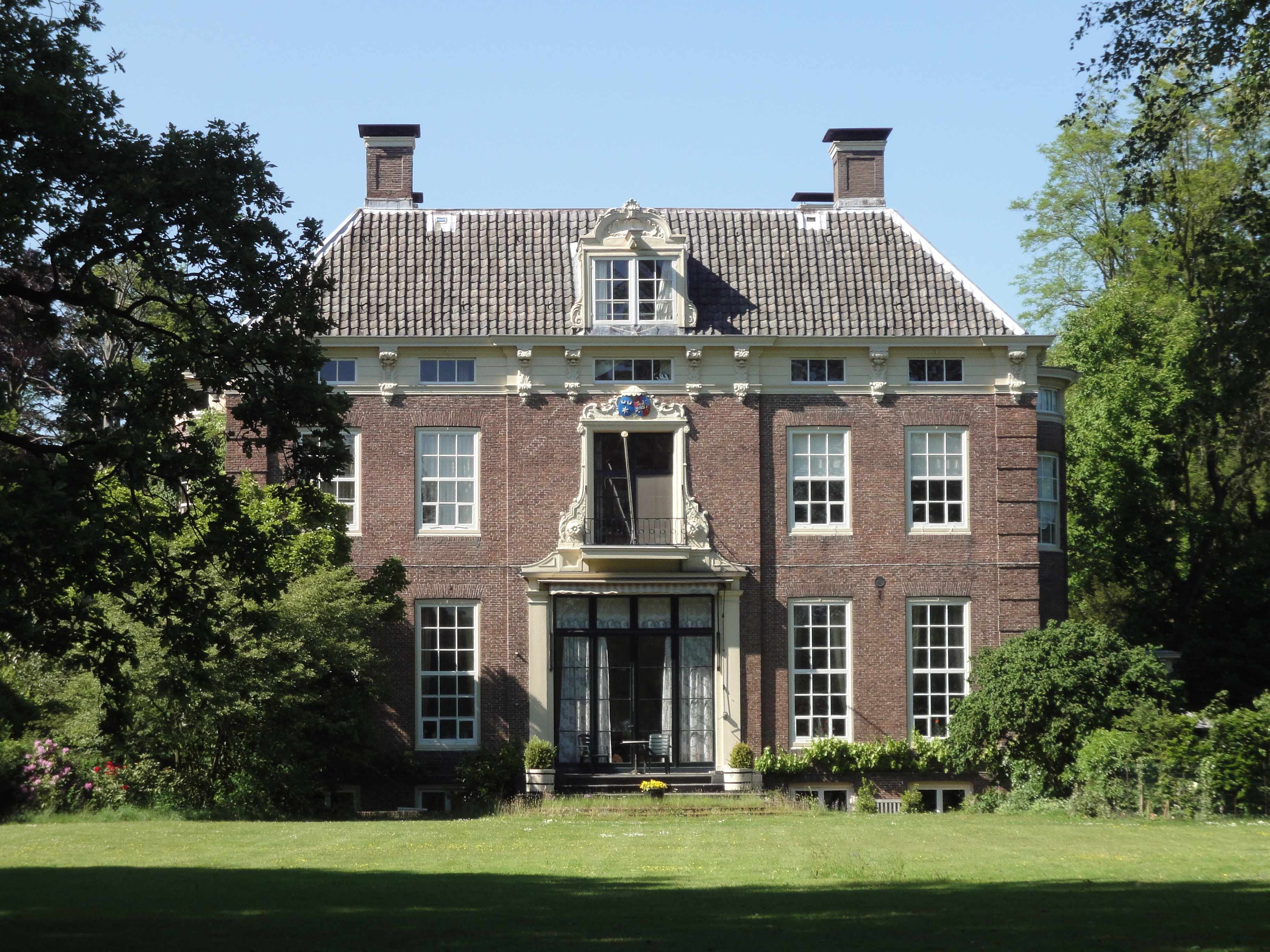
Hilverbeek

Jhr. ir. Jan Willem Six van Vromade was lid van de familie Six en een zoon van Pieter Hendrik Six, heer van Vromade (1827-1905) en Henriette Louise Elisabeth barones d'Ablaing van Giessenburg (1837-1872), lid van de familie D'Ablaing. Na het overlijden van zijn broer Rudolf Carel, heer van Vromade (1865-1915) werd hij heer van Vromade. Volgens familietraditie wordt hij sindsdien aangeduid als Six van Vromade.
Zijn vader was de zoon van Lucretia Johanna van Winter (1785-1845) en daarmee mede-erfgenaam van haar en haar vaders kunstcollectie; na het overlijden van Jan Pieter Six, heer van Hillegom en Wimmenum (1824-1899) en de vader van Six van Vromade begonnen de erfgenamen in 1899 en 1905 haar collectie te verkopen. Zijn vader en Six van Vromade waren eveneens eigenaren en bewoners van de buitenplaats Hilverbeek. Na het overlijden van zijn ongehuwde broer Rudolf werd hij de enige bewoner van die buitenplaats. Het huis omvatte ook een zeer omvangrijke bibliotheek, waarvan delen mogelijk al stamden van zijn voorvader Nicolaas Simon van Winter en diens echtgenote, de dichteres Lucretia Wilhelmina van Merken.
Six van Vromade slaagde in 1892 voor het eerste gedeelte van het technologenexamen aan de Polytechnische School te Delft, in 1896 voor het tweede gedeelte en in 1899 voor het tweede gedeelte van het B-examen voor technoloog. Van maart tot juni 1904 werd hij aan die school benoemd tot assistent voor scheikunde, voor het schooljaar 1905-1906 tot assistent voor de analytische scheikunde; uit die laatste functie verzocht hij echter ontslag wat hem in januari 1906 werd verleend. In 1905 werd hij benoemd tot lid van de bibliotheekcommissie van de Nederlandsche Chemische Vereeniging. In 1907 won hij de eerste prijs in een zeilwedstrijd met zijn zeiljacht "Stella". In de loop der jaren zou hij verscheidene stukken uit zijn bibliotheek afstaan in bruikleen aan musea of voor tentoonstellingen, waaronder aan het Rijksmuseum (Amsterdam).

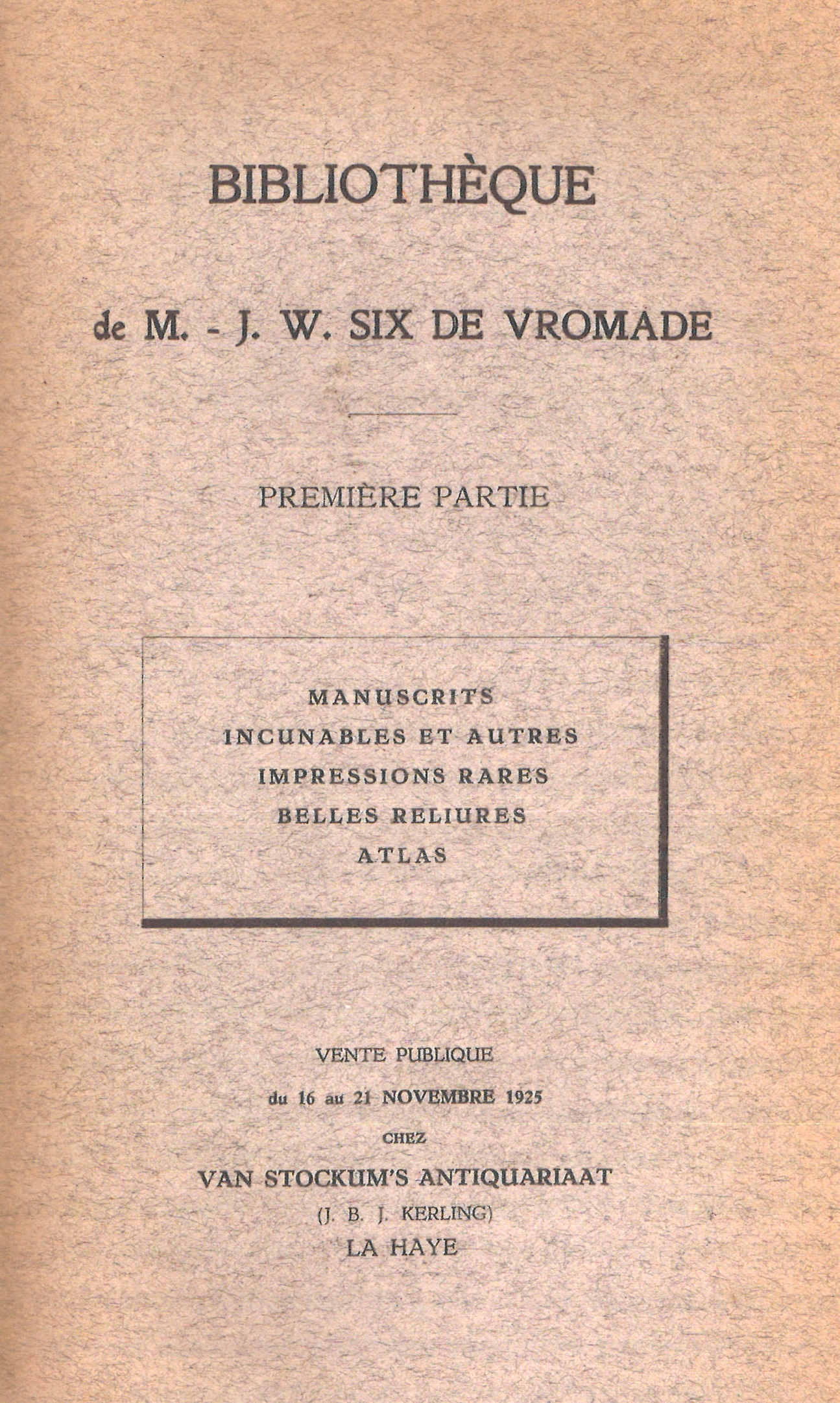
Veilingcatalogus (1925)

In 1916 trouwde Six van Vromade met de Duitse Frieda Louise Henriette Metzner (1890-1967) met wie hij een dochter kreeg. Sindsdien woonde hij buitenslands. Daarop begon hij de collecties van het huis te verkopen, te beginnen met de hem toebehorende (en resterende) vier schilderijen uit de collectie Six-van Winter in 1920 waaronder twee Rembrandts, een Jan Steen en een Isaäc van Ostade (van de eerste: portret van Ephraïm Bueno en Jozef die zijn dromen vertelt, van de tweede het Jodenbruidje en van de laatste een wintergezicht). In 1923 volgde een tweede veiling met schilderijen uit zijn bezit. In 1932 werd van hem het schilderij Isaäc zegent Jacob van Govert Flinck geveild. Vanaf 1925 startte het veilen van de omvangrijke bibliotheek van Hilverbeek. Die laatste omvatte stukken zoals de Delftse Bijbel, maar ook atlassen van Mercator, Janssonius en Blaeu. Een belangrijk onderdeel vormde ook een serie van 396 topografische tekeningen van Abraham Rademaker. In 1926 volgde nog een tweede, in 1930 een derde, in 1932 een vierde veiling uit de bibliotheek. Een finale veiling van stukken, uit bibliotheek en het huis, zou plaatsvinden op 30 juni 1936, dus enkele maanden na het overlijden van de eigenaar, maar die veiling vond geen doorgang vanwege het overlijden van de veilinghouder.
De veilingcatalogi leren dat de bibliotheek bestond uit exemplaren uit bibliotheken van onder anderen Valerius Röver (1686-1719), Balthazar Huydecoper (1695-1778) en Isaac Meulman (1807-1902). Recentere aanwinsten waren afkomstig uit de bibliotheken van literatuurhistoricus G.D.J. Schotel (1807-1902), bibliofiel Gustave van Havre (1817-1892), Joseph Alberdingk Thijm en kunsthandelaar Vincent van Gogh (1866-1911).
Six van Vromade verkocht eveneens het Bosje van Six, in 1931 een groot stuk weiland (voor 55.000 gulden) en in 1933 huis Hilverbeek. In 1932 was zijn landgoed Hilverbeek, van toen 64 ha., al opengesteld voor publiek en erkend als landgoed volgens artikel 1 van de Natuurschoonwet.